# Aeroporto di Bugul'ma
L'aeroporto di Bugul'ma è un aeroporto civile che serve la città di Bugul'ma, in Tatarstan, nella Russia europea.

## Storia
La pista attuale dell'aeroporto è stata costruita tra il 2000 ed il 2001.

## Strategia
L'aeroporto di Bugul'ma è la base tecnica e lo hub principale della compagnia aerea russa Ak Bars Aero, conosciuta prima anche come Bugul'ma Air Enterprise.

## Terminal
Il terminal aeroportuale è di 900 metri quadri, e ha la capacità di 50 passeggeri per ora. Dispone inoltre di una zona VIP.

## Dati tecnici
L'aeroporto di Bugul'ma dispone di una pista attiva asfaltata di classe D, di 2 000 m х 40 m col peso massimo al decollo di 47 t.
L'aeroporto è stato attrezzato per l'atterraggio/decollo dei seguenti tipi degli aerei: Antonov An-2, Antonov An-8, Antonov An-24, Antonov An-26, Antonov An-30, Antonov An-74, Bombardier CRJ-200, Yakovlev Yak-40, Yakovlev Yak-42, Let L-410, Ilyushin Il-14 e degli elicotteri: Mil Mi-2, Mil Mi-6, Mil Mi-8, Mil Mi-10, Kamov Ka-26, Kamov Ka-32.
L'aeroporto è aperto dalle ore 03:00 fino alle ore 16:00 (ora UTC).

## Collegamenti con Bugul'ma
L'aeroporto di Bugul'ma si trova a 7 km a nord dal centro cittadino. Gli autobus per il terminal aeroportuale partono dall'autostazione di Bugul'ma più volte al giorno, collegando all'aeroporto le città di Al'met'evsk e Leninogorsk.